# Villa del Sol (Texas)
Villa del Sol es un lugar designado por el censo ubicado en el condado de Cameron en el estado estadounidense de Texas. En el Censo de 2010 tenía una población de 175 habitantes y una densidad poblacional de 355,62 personas por km².

## Geografía
Villa del Sol se encuentra ubicado en las coordenadas 26°11′31″N 97°34′55″O / 26.19194, -97.58194. Según la Oficina del Censo de los Estados Unidos, Villa del Sol tiene una superficie total de 0.49 km², de la cual 0.49 km² corresponden a tierra firme y (0.53%) 0 km² es agua.

## Demografía
Según el censo de 2010, había 175 personas residiendo en Villa del Sol. La densidad de población era de 355,62 hab./km². De los 175 habitantes, Villa del Sol estaba compuesto por el 81.71% blancos, el 0% eran afroamericanos, el 0% eran amerindios, el 0% eran asiáticos, el 0% eran isleños del Pacífico, el 16% eran de otras razas y el 2.29% pertenecían a dos o más razas. Del total de la población el 95.43% eran hispanos o latinos de cualquier raza.